# Solange Sicard
Solange Sicard (5 de enero de 1902 - 7 de septiembre de 1969) fue una actriz teatral y cinematográfica francesa. 

## Biografía
Su nombre completo era Isabelle Sicard Solange, y nació en París, Francia. Debutó en el año 1921 en la Comédie-Française, donde interpretó una quincena de papeles en tres años.
La actriz falleció en Clichy, Francia, en 1969.

## Teatro
- 1921 : Les Fâcheux, de Molière, Comédie-Française
- 1921 : Monsieur de Pourceaugnac, de Molière, Comédie-Française
- 1922 : La Comtesse d'Escarbagnas, de Molière, Comédie-Française
- 1922 : Le Paon, de Francis de Croisset, Comédie-Française
- 1922 : Marion Delorme, de Victor Hugo, Comédie-Française
- 1922 : Les Phéniciennes, de Georges Rivollet, Comédie-Française
- 1922 : Vautrin, de Edmond Guiraud a partir de Honoré de Balzac, Comédie-Française
- 1923 : Electra, de Sófocles, Comédie-Française
- 1923 : Le Carnaval des enfants, de Saint-Georges de Bouhélier, Comédie-Française
- 1923 : Rome vaincue, de Alexandre Parodi, Comédie-Française
- 1923 : Les Deux Trouvailles de Gallus, de Victor Hugo, Comédie-Française
- 1923 : Un homme en marche, de Henry Marx, Comédie-Française
- 1932 : La Fleur des pois, de Édouard Bourdet, Théâtre de la Michodière
- 1953 : Le Gardien des oiseaux, de François Aman-Jean, escenografía de Sacha Pitoëff, Théâtre des Noctambules
- 1959 : Espectáculo Jean Tardieu, escenografía de Jacques Polieri, Teatro de la Alliance française

## Filmografía
- 1921 : Fièvre, de Louis Delluc
- 1922 : Molière, sa vie, son œuvre, de Jacques de Féraudy
- 1926 : Feu Mathias Pascal, de Marcel L'Herbier
- 1935 : Le Billet de mille, de Marc Didier
- 1936 : Les Petites Alliées, de Jean Dréville
- 1937 : Feu !, de Jacques de Baroncelli
- 1938 : L'Affaire Lafarge, de Pierre Chenal
- 1939 : La Mode rêvée, de Marcel L'Herbier
- 1941 : Montmartre-sur-Seine, de Georges Lacombe
- 1948 : Les Amants de Vérone, de André Cayatte
- 1949 : L'École buissonnière, de Jean-Paul Le Chanois
- 1950 : L'Homme qui revient de loin, de Jean Castanier
- 1951 : Cœur-sur-Mer, de Jacques Daniel-Norman
- 1951 : La Plus Belle Fille du monde, de Christian Stengel
- 1952 : Seuls au monde, de René Chanas
- 1952 : Nous sommes tous des assassins, de André Cayatte
- 1952 : Quitte ou double, de Robert Vernay
- 1952 : Le Huitième Art et la Manière, de Maurice Régamey
- 1954 : La Cage aux souris, de Jean Gourguet
- 1955 : Les Premiers Outrages, de Jean Gourguet
- 1956 : Les Collégiennes, de André Hunebelle
- 1956 : Mannequins de Paris, de André Hunebelle
- 1957 : L'amour est en jeu, de Marc Allégret
- 1957 : Cargaison blanche, de Georges Lacombe
- 1957 : Isabelle a peur des hommes, de Jean Gourguet
- 1957 : Marchands de filles, de Maurice Cloche
- 1958 : Paris Music Hall, de Stany Cordier
- 1958 : Secret professionnel, de Raoul André
- 1961 : Tendre et Violente Élisabeth, de Henri Decoin